# سباستيان هيريرا
سباستيان هيريرا (بالإسبانية: Sebastián Herrera)‏ (22 أبريل 1969 بكوبنهاغن في الدنمارك - ) هو لاعب كرة قدم إسباني ودانمركي في مركز الدفاع. شارك مع منتخب إسبانيا تحت 16 سنة لكرة القدم ومنتخب إسبانيا تحت 18 سنة لكرة القدم ومنتخب كاتالونيا لكرة القدم. أما مع النوادي، فقد لعب مع إسبانيول وريال مايوركا ولوغرونيس ونادي برشلونة ب ونادي برشلونة ج ونادي برشلونة ونادي بورغوس ونادي لاردة ونادي لاس بالماس وFC Santboià ‏ وCF Gavà ‏ ونادي فارنزي.

## وصلات خارجية
- سباستيان هيريرا على موقع قاعدة بيانات كرة القدم.إي يو (الإنجليزية)